# Bataille de Seminara (1503)
Pour les articles homonymes, voir Bataille de Seminara.
3e guerre d'Italie
Batailles
- Capoue (1501)
- Seminara (25 décembre 1502)
- Barletta (13 février 1503)
- Ruvo (23 février 1503)
- Seminara (21 avril 1503)
- Cérignole (28 avril 1503)
- Garigliano (29 décembre 1503)

La troisième bataille de Seminara est un affrontement de la fin de la troisième guerre d'Italie. Elle s'est déroulée le 21 avril 1503 entre Seminara et Gioia Tauro, à l'extrémité de la Calabre. Elle a mis aux prises une armée française commandée par Bérault Stuart d'Aubigny et une armée espagnole commandée par Fernando de Andrade (en), qui a remporté la victoire.

## Contexte
En novembre 1500, Louis XII de France et Ferdinand II d'Aragon avaient signé le Traité de Grenade, qui prévoyait de partager entre eux le royaume de Naples de Frédéric Ier.
En 1501, l'armée française commandée par Bérault Stuart d'Aubigny envahit Naples par le nord, tandis que l'armée espagnole de Gonzalve de Cordoue en occupait le sud. Le roi Frédéric Ier a été renversé et son royaume divisé entre les deux forces d'occupation, comme prévu par le traité. Des signes de dissension sont vite apparus entre les Français et les Espagnols au sujet de leurs possessions frontalières et le conflit a éclaté entre elles en juin 1502.
Les forces françaises, supérieures en nombre, étaient divisées en deux : le vice-roi de Naples Louis d'Armagnac est resté dans les Pouilles pour surveiller Gonzalve de Cordoue à Barletta, tandis que Bérault Stuart d'Aubigny poursuivait en Calabre les forces espagnoles commandées par Hugo de Cardona et Manuel de Benavides.
Au début de 1503, la paix a semblé à nouveau possible, grâce aux négociations de Philippe Ier le Beau, gendre de Ferdinand d'Aragon avec Louis XII (traité de Lyon (es) du 5 avril 1503). Cependant Ferdinand d'Aragon a refusé de ratifier cet accord.

## Déroulement
En février, la flotte espagnole envoyée par Ferdinand d'Aragon pour soutenir Gonzalve de Cordoue était partie de Carthagène pour Naples, guidée par Luis Portocarrero ; elle comptait 40 navires transportant 600 cavaliers et 2 000 fantassins et est arrivée à Messine le 5 mars. Portocarrero est mort peu après, laissant le commandement des forces espagnoles à Fernando de Andrade (en).
Apprenant l'arrivée des renforts espagnols, Bérault Stuart d'Aubigny a rassemblé 200 cavaliers et 800 fantassins et marché contre Terranova. L'arrivée de renforts espagnols l'a obligé à lever le siège de cette localité et il s'est dirigé vers San Martino di Taurianova, pendant que Fernando de Andrade (en) rassemblait ses troupes à Seminara. Après avoir parlementé, les deux parties ont décidé de s'affronter le vendredi suivant, le 21 avril. Les deux armées se sont rencontrées entre Seminara et Gioia Tauro. La bataille a tourné à l'avantage des Espagnols et l'armée française s'est repliée vers le nord, poursuivie et harcelée par les vainqueurs.

## Conséquences
Bérault Stuart d'Aubigny en retraite s'est réfugié dans le château de Francavilla Angitola, où il a été assiégé par les Espagnols. Il s'est rendu 30 jours plus tard. Il a été emprisonné à Naples, au Castel Nuovo. La Calabre est restée aux mains des Espagnols.
Une semaine après Semirana, le 28 avril, Gonzalve de Cordoue a vaincu à son tour les Français à la Bataille de Cérignole, faisant basculer un peu plus l'équilibre en faveur de l'Espagne.